# Austin Clapp
Austin Rhone Clapp (Farmington, 8 novembre 1910 – Woodside, 22 dicembre 1971) è stato un nuotatore e pallanuotista statunitense.
Specializzato nello stile libero ha vinto la medaglia d'oro nella staffetta 4 × 200 m sl ai Giochi olimpici di Amsterdam 1928. 4 anni più tardi ha vinto il bronzo con la nazionale statunitense di pallanuoto.
È stato primatista mondiale nella staffetta 4 × 200 m sl.

## Palmarès
- Olimpiadi
  - Amsterdam 1928: oro nella staffetta 4 × 200 m sl.
  - Los Angeles 1932: bronzo nella pallanuoto.